# Grotesque
A Grotesque svéd death/black metal együttes volt.

## Története
1988-ban alakultak Göteborgban, a Conquest korábbi tagjai alapították: Kristian Wåhlin ("Necrolord") és Per Nordgren ("Virgintaker"). Hozzájuk csatlakozott Tomas Lindberg ("Goatspell"). Az együttes azonban rövid életűnek számított, mindössze pár demót és egy EP-t jelentettek meg. Eredeti dobosuk, Shamaatae 1993-ban megalapította az Arckanum nevű black metal együttest. A Grotesque feloszlása Lindberg és Svensson megalapították az At the Gates-t, Necrolord pedig Liers in Wait néven alapított együttest, illetve zenekari borítókat tervez például a Dissectionnek vagy az Emperornak. 1996-ban három tagjuk: Goatspell, Necrolord és Offensor újból összeálltak, hogy két dalt rögzítsenek egy válogatásalbumhoz.
2007-ben újból összeálltak egy koncert erejéig, hogy megünnepeljék Daniel Ekeroth "Swedish Death Metal" című könyvének megjelenését. A Nirvana 2002 és az Interment szintén összeálltak e koncert erejéig.

## Tagok
- Tomas Lindberg (Goatspell) - ének (1988–1990, 1996, 2007)
- Kristian Wåhlin (Necrolord) - gitár (1988–1990, 1996, 2007)
- Insultor - gitár (2007)
- Per Nordgren (Virgintaker) - basszusgitár (1988, 2007)
- Tomas Eriksson (Offensor) - dob (1989–1990, 1996, 2007)

### Korábbi tagok
- Alf Svensson - gitár (1990)
- Nuctemeron - basszusgitár (1988–1989)
- Shamaatae - dob (1988–1989)

## Diszkográfia
- Ripped from the Cross (demo, 1988)
- The Black Gate Is Closed (demo, 1989)
- Incantation (EP, 1990)
- In the Embrace of Evil (válogatáslemez, 1996)